# Plastophora conicicauda
Plastophora conicicauda är en tvåvingeart som beskrevs av Rudolf Beyer 1965. Plastophora conicicauda ingår i släktet Plastophora och familjen puckelflugor. Inga underarter finns listade i Catalogue of Life.